# Zamek Matsumae
Zamek Matsumae (jap. 松前城 Matsumae-jō) – zamek położony w Matsumae, na południowym krańcu Hokkaido, w podprefekturze Oshima, w Japonii. Był siedzibą hanu Matsumae. Jest wybudowany w tradycyjnym stylu z okresu Edo. Nosi także nazwę Fukuyama-jō (jap. 福山城).

## Historia
Wzniesiony w 1606 r. przez Yoshihiro Matsumae, spłonął w wielkim pożarze w 1637 r., ale został odbudowany dwa lata później. 
W 1850 r. zamek został zmodernizowany, zbudowano nowoczesne systemy obronne. W 1875 r., budynek administracyjny, trzy wieże i stanowiska artyleryjskie zostały zburzone, a w 1949 r. donżon oraz pozostałe bramy główne uległy zniszczeniu w pożarze. 
Zamek został odbudowany w 1950 r. (po uchwaleniu Ustawy o ochronie dóbr kultury) i aktualnie jest budynkiem uznanym za skarb narodowy.